# L'impiegato
L'impiegato è un film del 1960 diretto da Gianni Puccini. È il primo film in cui Nino Manfredi è protagonista.

## Trama
Nando è impiegato presso l'Istituto romano dei beni immobiliari. È insoddisfatto del suo lavoro ripetitivo e mortificante. Deve ascoltare le lamentele degli inquilini, riscuotere le pigioni, inviare le lettere di sfratto.
Riesce a evadere dalla mediocrità quotidiana solamente la notte, quando entra nel suo mondo fantastico, frutto della lettura di un romanzo Giallo Mondadori. Sogna di diventare così uno scrittore di successo che vive in una splendida villa sul mare, innamorato di Joan, ex ballerina di un night di Las Vegas, scappata dal sanguinoso boss MacNelly.
La monotonia del lavoro cessa quando da Milano arriva un'ispettrice, la dottoressa Jacobetti, per verificare lo stato del personale e collaudare nuove modalità di svolgimento del lavoro.
È molto esigente e talmente appassionata al suo lavoro che è stata costretta a dividersi dal marito e vivere da sola. Gli impiegati sono molto infastiditi dalle pesanti modifiche imposte.
Una notte Nando sogna di essere lasciato da Joan a causa della Jacobetti, di recarsi in casa dell'ispettrice per assassinarla e di essere scoperto dall'ispettore Rock, famoso in quel periodo per i Caroselli della brillantina Linetti.
In realtà Nando si rende conto di essere innamorato della Jacobetti. Cercherà di sedurla nel suo appartamento e la seguirà anche alla stazione, dove la donna, riconciliatasi col marito, prenderà il treno di ritorno per Milano.
Nando torna alla quotidianità. D'ora in poi, però, di notte la donna dei suoi sogni diventerà proprio la Jacobetti.

## La critica
Gian Luigi Rondi su Il Tempo, del 24 gennaio 1960 scrisse:

## Produzione
Prodotto da Alessandro Jacovoni e Tonino Cervi, il film fu girato nel 1959 per gli esterni tra piazza Vittorio Emanuele II, piazza Dante, via Merulana e Porta Cavalleggeri. Alcune scene per gli interni, inoltre, vennero girate a San Felice Circeo.

## Colonna sonora
Musiche composte e dirette da Piero Piccioni con l'intervento di Lydia MacDonald per i vocalizzi e il canto.

## Incassi
Incasso accertato sino a tutto il 31 marzo 1964: Lit. 507.374.378.

## Curiosità
Gino Cervi, padre del produttore del film Tonino Cervi, appare nei panni del re Lear durante la scena al teatro nella quale Nando incontra per la prima volta l'ispettrice Jacobetti.
In una delle scene oniriche c'è un cameo di Cesare Polacco nella parte di un ispettore di polizia, citazione di una celebre pubblicità che lo rese famoso.
Nel duello con i gangster Manfredi li manda al diavolo usando un'espressione in una lingua palesemente inventata ("che cojota [...] fangala") che riutilizzerà anni dopo in Riusciranno i nostri eroi a ritrovare l'amico misteriosamente scomparso in Africa? indirizzandola verso Alberto Sordi e Bernard Blier.